# Évrard d'Orléans
Évrard d'Orléans, né avant 1290 et mort en 1357, est un sculpteur, peintre et architecte français.

## Biographie et œuvre
Le nom d'Évrard d'Orléans figure de 1292 à 1313 dans le rôle de la taille de Paris, habitant dans la grand-rue de la paroisse Saint-Eustache. Il travaille au service de la cour de France : en 1304, il a le titre de « peintre du roi » (pictor regis), ce qui lui octroie le versement de pensions viagères : c'est la première occurrence attestée de ce titre ; en 1305, il est indiqué comme « adjutor in artilleria Lupare » (adjoint à l'artillerie au Louvre). Il est employé à des travaux de peinture au palais de Paris, et est chargé de divers ouvrages par Charles de Valois et Philippe IV le Bel à Villers-Cotterêts et au château du Gué-de-Maulny, près du Mans ; en 1308 il peint les « salles et galeries » du château du Vivier ; en 1332, il dirige le ravalement général de la Sainte-Chapelle ; son nom apparaît régulièrement jusqu'en 1340 dans la comptabilité royale. 
Il est également employé par Mahaut d'Artois : en 1314-1315, il construit une salle dans le château de Conflans et réalise une croix et une statue du père de la comtesse, Robert II d'Artois ; il peint de 1317 à 1319 la chapelle et les galeries. 
En 1341 il passe un marché avec les exécuteurs testamentaires de Guy Baudet († 1338), chancelier de France et  évêque de Langres de 1335 à 1338, pour la réalisation dans la Cathédrale Saint-Mammès de Langres d'un monument funéraire représentant l'évêque agenouillé et priant aux pieds de la Vierge tenant l'Enfant Jésus ; les deux statues sont conservées à la cathédrale de Langres. Le marché mentionne deux autres statues en albâtre commandées par Jean de Tiercelieue, chanoine de Langres et conseiller du roi ; l'une d'entre elles a été identifiée : une statue de saint Mammès au centre du tympan du portail latéral nord de la cathédrale, mais dont la tête a disparu.
Le retable en marbre sculpté offert vers 1340 par la reine de France Jeanne d'Évreux à l'église abbatiale cistercienne de Maubuisson est attribué à Évrard d'Orléans en raison des similitudes de style avec des oeuvres qu'il a exécutées pour la cathédrale de Langres en 1341. Ce retable a été démantelé lors de la Révolution française ; il est connu par plusieurs textes manuscrits de l'abbé Guillaume Milhet, qui s'était retiré à l'abbaye où il meurt en 1763, et certains de ses éléments sont conservés. Il mesurait environ trois mètres de long et comprenait au centre une Cène (ce bas-relief sculpté a été encastré par Alexandre Lenoir sur le devant du maître-autel de l'église Saint-Joseph-des-Carmes à Paris), entourée par quatre scènes conservées à Paris au musée du Louvre : un prophète, le roi David et Moïse ; la communion apportée par le Christ à saint Denis dans sa prison ; trois prophètes portant des phylactères ; un Ange portant deux burettes ; les statues de Charles IV, Jeanne d'Évreux et de leurs filles Blanche de France et Marie sont perdues.

Reliefs du retable de Maubuisson conservés au Louvre :
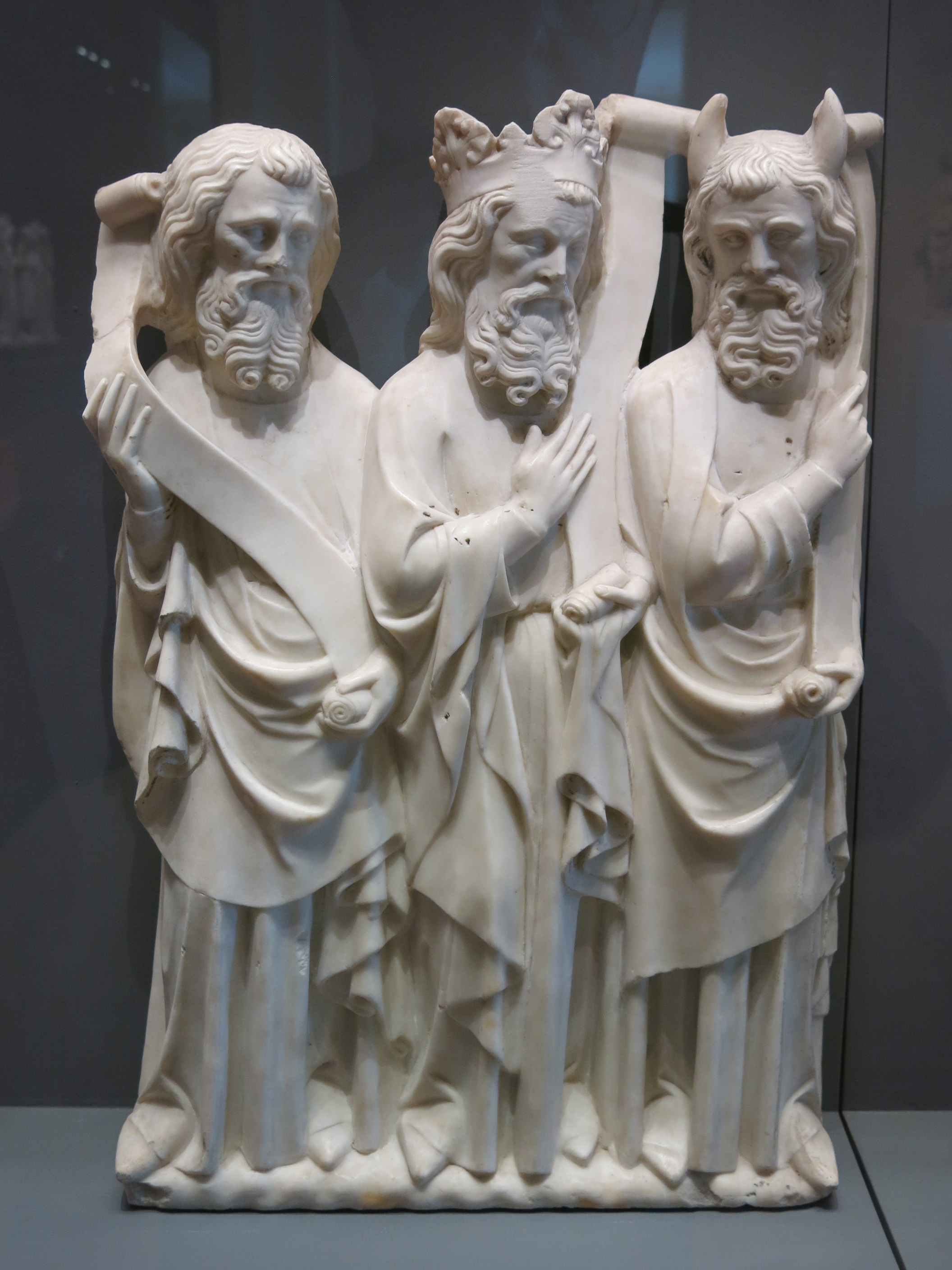
Un prophète, le roi David et Moïse
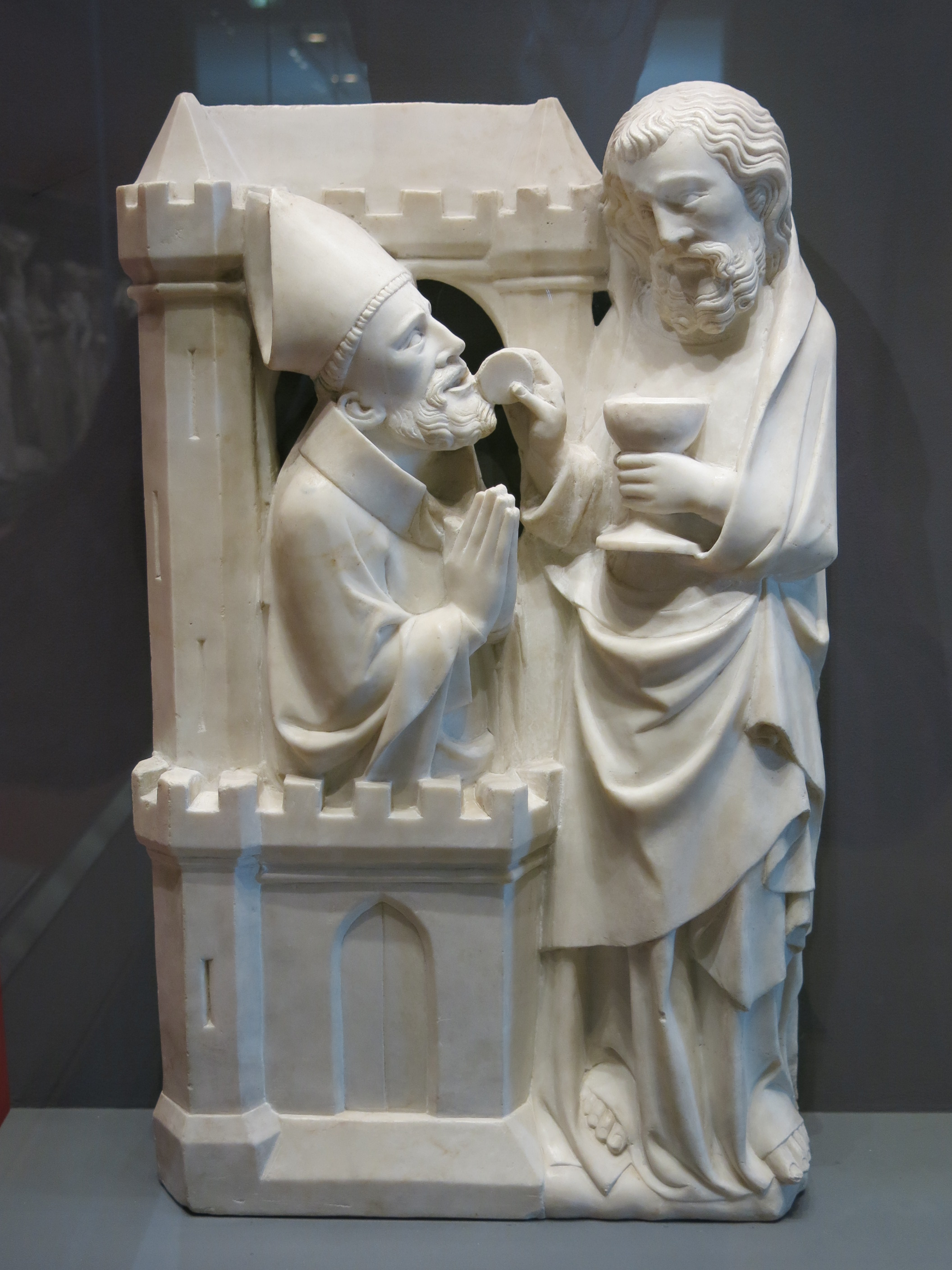
Communion de Saint-Denis
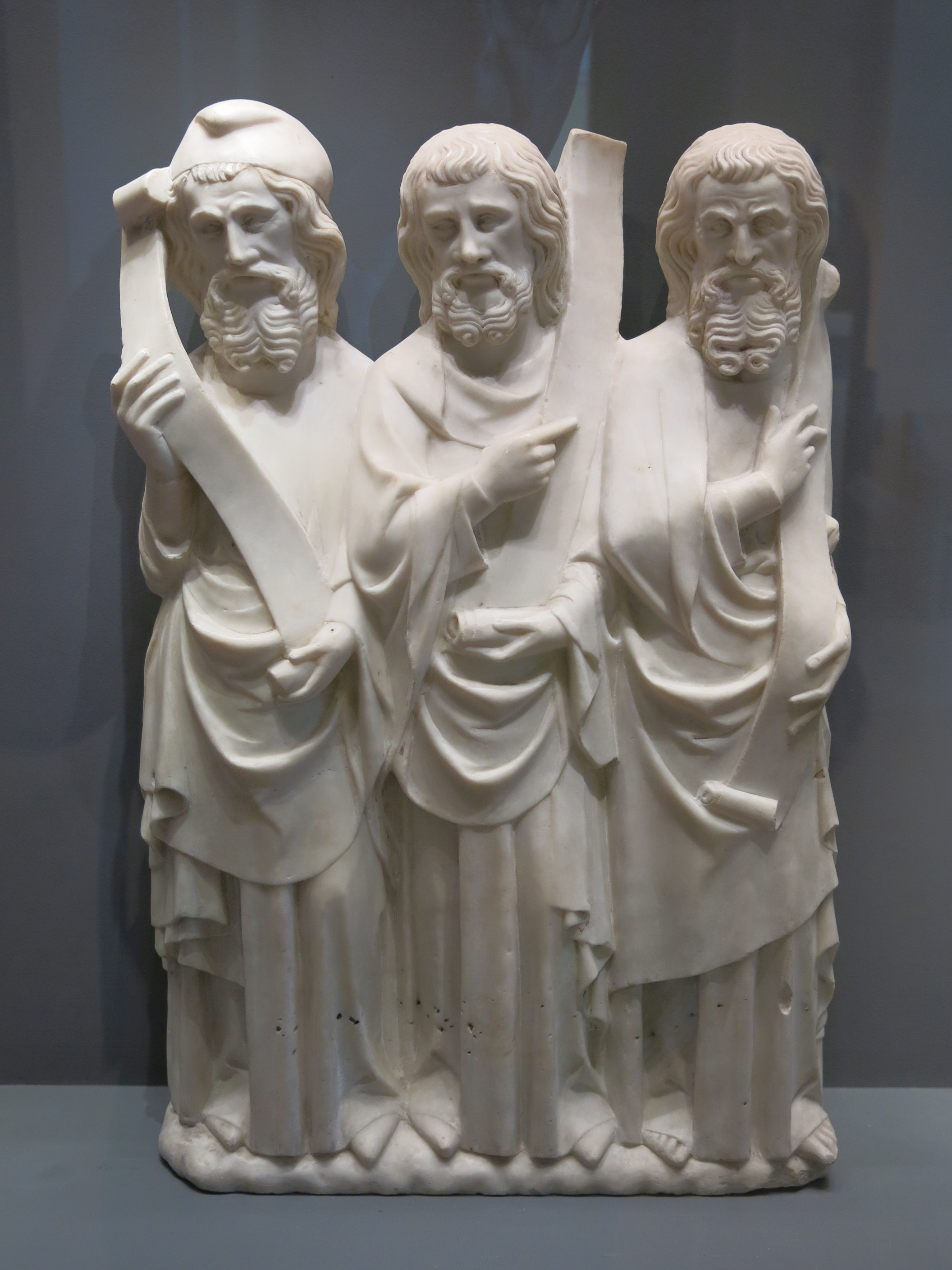
Daniel, un prophète et Isaïe
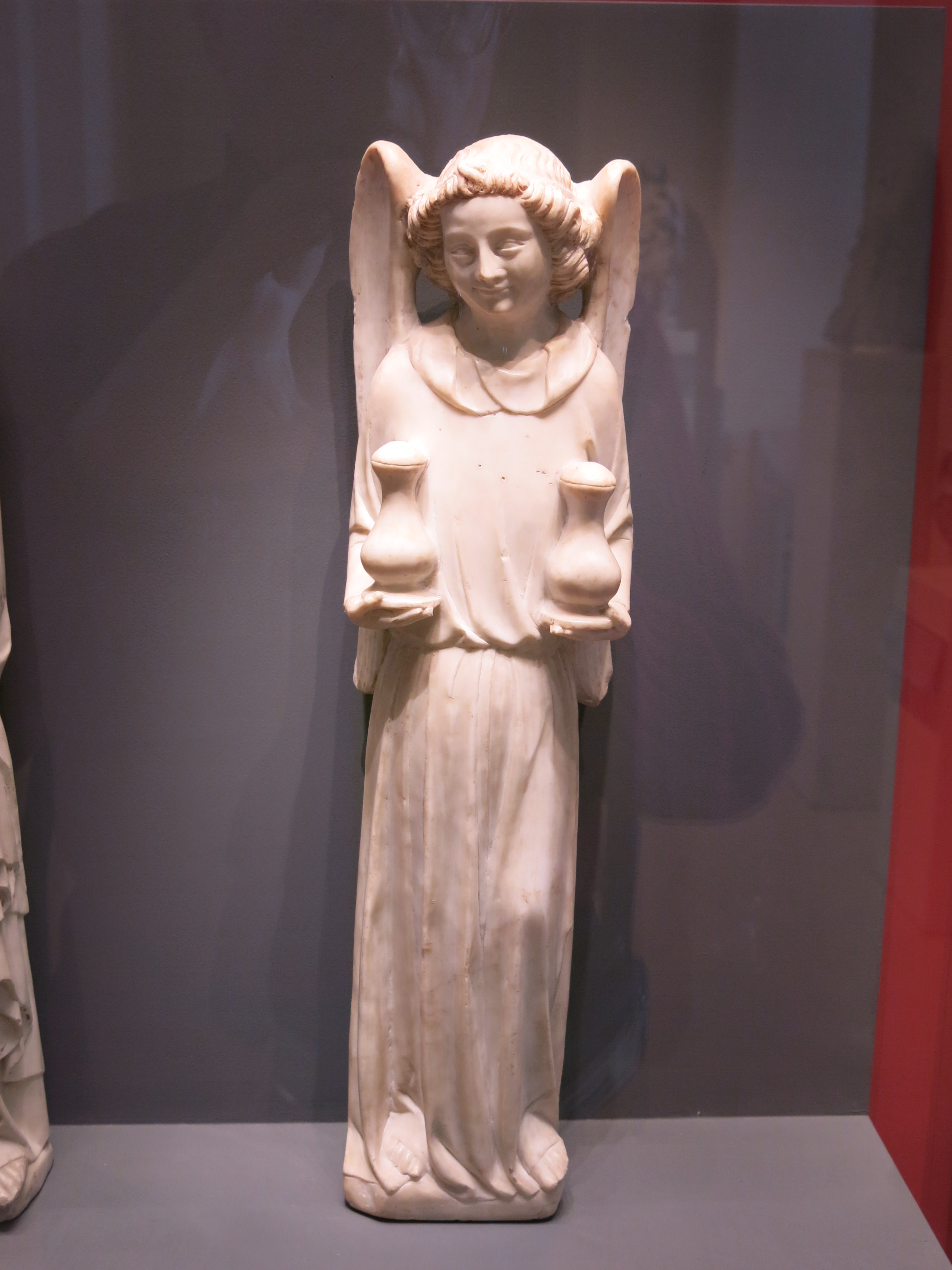
Ange portant deux burettes

Deux autres œuvres sculptées ont été attribuées à cet artiste : le gisant de Charles IV à la basilique de Saint-Denis et une Vierge à l’Enfant provenant de l’abbaye cistercienne de Pont-aux-Dames, conservée au Metropolitan Museum de New York.
Évrard d'Orléans meurt  à un âge avancé en 1357, en léguant à l'hôpital Saint-Jacques aux pèlerins de Paris une somme d'argent.